# Antenna Group
 (транскр.  Антена груп) је грчко медијско предузеће и тренутно највеће грчко медијско предузеће. Покренуо ју је 9. августа 1989. године Минос Кирјаку, председник и оснивач предузећа Antenna Group. Данас, његов син, Теодор Кирјаку, држи медијску империју чије послове чине радиодифузија, радио, издаваштво, дигиталне, едукативне услуге, телекомуникације и издавачке куће. Главни део предузећа је мрежа ANT1, једна од највећих и најскупљих приватних телевизијских мрежа у Грчкој.